# 岡恩山
岡恩山（英語：Mount Gunn），是南極洲的山峰，位於維多利亞地的斯科特海岸，處於格蘭山西北面13公里，海拔高度2,465米，由英聯邦探險隊命名，現時由南極條約體系管理。